# August Dehnel
August Dehnel (né le 25 juin 1903 à Varsovie en Pologne - mort le 22 novembre 1962) est un zoologiste polonais.

## Biographie
Il est le fils de Michał Dehnel et de Maria Śliwicka, il obtient son baccalauréat en 1922 et entreprend la même année ses études à l'Université de Varsovie. Quatre ans plus tard il devient docteur en philosophie.
Mobilisé avec le grade de sous-lieutenant, pendant la campagne de Pologne, il est fait prisonnier. Envoyé à l'oflag II-D il y donne des cours de biologie. Libéré après la fin des hostilités il revient en Pologne en 1946 et commence à travailler au musée zoologique de Lublin. Un an plus tard il accepte l'offre de l'université Marie Curie-Skłodowska, toujours à Lublin. En 1949, pendant ses recherches il met évidence le phénomène qui se traduit par le rétrécissement de la boîte crânienne, du foie, des reins et par la diminution de la masse chez les musaraignes pendant l'hiver,. Sa découverte porte le nom de Phénomène de Dehnel.

## Décorations
- Chevalier de l'Ordre Polonia Restituta
- Croix d'or du mérite (Złoty Krzyż Zasługi) (1954)[4]
- Médaille de 10 ans de la Pologne populaire[5].